# Salon International de l’Artisanat pour la Femme

Töpferinnen aus Dendi am Salon International de l’Artisanat pour la Femme (2024)

Der Salon International de l’Artisanat pour la Femme (kurz: SAFEM) ist eine biennal in Nigers Hauptstadt Niamey veranstaltete internationale Messe für Handwerk von Frauen.
SAFEM entstand auf Initiative des nigrischen Ministeriums für Handwerk. Die erste Ausgabe fand im Jahr 2000 im Nigrischen Nationalmuseum statt. Seit 2001 wird die Messe alle ungeraden Jahre im Kunsthandwerkzentrum Village artisanal de Wadata im Stadtteil Wadata veranstaltet. Die Leitung des SAFEM übernahm 2006 die Managerin Aïchatou Boulama Kané, die 2011 zur Gouverneurin von Niamey ernannt wurde. Die sechste Ausgabe 2009 hatte 92.126 Besucher und 656 Aussteller, darunter 440 Frauen. Neben Leder-, Töpfer- und Korbwaren gehören auch Nahrungsmittel und Kosmetik zur Produktpalette der Messe. Jede Ausgabe wird einer wechselnden Region Nigers besonderes Augenmerk geschenkt. Zum Rahmenprogramm von SAFEM zählen Musik, Tanz und Schauspiel-Darbietungen.